# دم‌چلچله‌ای آفتابی
دُم‌چلچله‌ای آفتابی (نام علمی: Hypermnestra helios) از گونه‌هایی است که در سال ۱۸۴۶ میلادی توصیف علمی شدند. این پروانه از خانواده پروانه‌های دم‌چلچله‌ای است. ایران، افغانستان، پاکستان، ترکمنستان، قرقیزستان، ازبکستان و تاجیکستان زیست‌گاه این گونه است.